# Optical Valley New World
L'Optical Valley New World est un gratte-ciel de 222 mètres construit en 2017 à Wuhan en Chine. 